# Zaira mutabilis
Zaira mutabilis là một loài ruồi trong họ Tachinidae.